# Jakobskirken
Jakobskirken er en kirke i den sydlige del af Roskilde.

## Historie
Kirkens arkitekter var Lars, Gerda og Jørgen Hartmann-Petersen.
- 1950 Et nyt kvarter voksede op i den sydlige del af Roskilde i Roskilde Domsogn.
- 1958 Første gudstjeneste holdes i FDF-huset på Køgevej. Huset lå på social- og sundhedsforvaltningens grund, men er nu fjernet.
- 1963 "Sydroskilde" har nu ca. 10.000 indbyggere. Der sendes anmodning om oprettelse af selvstændigt sogn i dette område, samt at der ved byplanlægningen afsættes grund til bygning af en kirke.
- 1965 Tilladelse til oprettelse af sognet gives. Pastor Viggo Klarholt bliver den første sognepræst.
- 1971 Byrådet beslutter at overdrage en grund ved Østervangsskolen til Søndre Sogns menighedsråd
- 1972 Byggetilladelse gives. I december påbegyndes udgravningsarbejdet
- 1974 14. april (1. påskedag) indvies Jakobskirken af biskop Hans Kvist
- 1984 En ny fløj med mødelokale placeret i den østlige del af bygningskomplekset tages i brug i forbindelse med kirkens tiårs jubilæum i påsken.
- 1995 Nyt kordegnekontor mod vest tages i brug. I samme forbindelse udvides køkkenet.

## Kirkebygningen
- Jakobskirken
- Klokketårn

Jakobskirken er tegnet af arkitekterne Lars, Gerda og Jørgen Hartmann-Petersen. Udover det egentlige kirkerum består den af menighedssal, konfirmand- og mødelokaler, kontorer og samlingsrum til børne- og ungdomsarbejdet.
Kirken er bygget 1972-74 og indviet 14. april 1974. En ny fløj med mødelokale placeret i den østlige del af bygningskomplekset blev taget i brug i 1984. Nyt kordegnekontor mod vest blev taget i brug i 1995.
Prædikestol, alterbord og døbefont er tegnet af arkitekt Jørgen Hartmann-Petersen. Altervæg-udsmykningen er udført af billedhugger, cand. theol. Hein Heinsen.
Kirkens orgel er bygget af firmaet Jensen og Thomsen, og ved indvielsen havde det 16 stemmer. I 1991 blev der af samme firma foretaget en udvidelse, så det nu har 25 stemmer. Orglet er udstyret med et fransk svelleværk og er et fremragende instrument til udførelse af såvel barok- som romantisk musik.

## Interiør
- Kirkerummet
- Kirkerummet
- Kirkerummet set fra alteret
- Dekorativ lysholder

### Alter
- Alter

Jakobskirken er bygget af moderne materialer, hvor røde mursten og grå betondrager er fremherskende. Udsmykningen af altervæggen er af metal i sorte og gyldne farver. Dette materialevalg stemmer smukt overens med rummets helhed.
Midten af udsmykningen består af et kors. Gennem tiderne har den kristne menighed forestillet sig korset på mange forskellige måder. Skulpturens skaber, billedhuggeren Hein Heinsen, har med dette værk valgt at understrege torturinstrumentet - det kors Jesus døde på - ved hjælp af to meget kraftige grene, der ender i skarpe spidser; for korset er et henrettelsesredskab. De to andre grene på korset markeres med stiplede linjer.
Trods sin lidt slørede form står korset klart midt i udsmykningen. Der er ikke gjort noget forsøg på at skjule eller forskønne ophængningen af korset på væggen. Det hænger på to knægte udført i almindeligt vinkeljern. Til venstre for korset er ophængt nogle metalblade. De hænger ikke i noget mønster, men som spredte for vinden. Nederst hænger de bevægede, krøllede og livfulde. Bladene nærmest korsets venstre arm er stive og næsten tømte for liv, et symbol på menneskelivets håbefulde begyndelse og dets afslutning?
Men udsmykningen indeholder også et forgyldt hjul. Et hjul løber rundt, og man skulle tro, at det er symbolet på gentagelsen, som i årets gang i naturen. Men sådan er det ikke, for hjulet er brudt af en uregelmæssighed i form af en grøn del i irret bronze. Cirklen er brudt af det forårsgrønne felt. Det nye liv spirer frem af det, som skete, da Kristus opstod påskemorgen. Kristi monogram består af et X (det græske khi, som er bogstavet "K") og et P (det græske rho, som er bogstavet "R"), altså de to første bogstaver i ordet "KRISTUS". Hjulet indeholder næsten alle bestanddele til Kristi monogram, men det er endnu ikke fuldendt. Jo, fuldendelsen er på vej, for den sidste del af monogrammet (buen på "P"'et) er nedkradset på murstensvæggen med kridt. Kristus kommer snart! Fuldendelsen er på vej!
Hein Heinsen har skabt et helstøbt kunstværk. Men man gør sig ikke færdig med det ved blot at beskue det en gang. Det skal ses igen og igen, og nye detaljer vil åbne sig.

### Prædikestol
- Prædikestol

Prædikestolen er en kubus lavet af sort jern med gyldne beslag. Den er åben til alle sider, men i 1991 blev den åbne forside dækket af en meget farvestrålende billedvævning udformet af Ulrik Røssing og fremstillet af væveren Mette Lise Røssing. Ulrik Røssing siger om baggrunden for billedtæppets udformning:
"Billedfladen er bygget op over kvadrater og cirkler og deraf afledte former. Kvadraterne har et liv - cirklerne et andet. Det skaber spændinger indbyrdes som f.eks. hårdt og blødt. Kvadrater findes i vore ældste romanske kirker, hugget i granit i forskudt højde. Det gør, at de sammensat virker som et skakbræt med lyse og mørke felter.
Ornamentet er brugt som grundide, fordi jeg gerne vil henvise til kirkens rødder, men også fordi mønstret er smukt og tidløst og i særlig harmoni med Jakobskirkens arkitektur. Prædikestolens egen form spiller også en væsentlig rolle - den er jo selv et kvadrat. Tolv af de mange kvadrater i billedtæppets midterfelt er gyldne og symboliserer Jesu tolv disciple. Feltet er igen delt af korsstammen, som er gylden og ender i kirkeårets fire farver. Den lodrette linie midt i stammen kan udlægges som Jesu begrænsede liv på jorden, de røde cirkler er de søm, der fæstede ham til korset. l kanten af billedtæppet ses en klippe og en flod som symbol på ofret. Den vandrette begrænsning udgøres af de farvestrålende lette buede linier, som er dele af den dobbelte regnbue - den jordiske og den himmelske.
Der er områder af skyggeagtig karakter, der kan føre tanken hen på bod og fortabelse, men også muligheden for frelse og evigt liv. Dette understreges af livstræet, der vokser ud af korsstammens midte, hvor lyset stråler i glimt gennem grenene. Venstre ydre halvdel, som ligger mørkt i jævn billedrytme, er tiden før Jesu fødsel. Højre halvdel er dramatisk i sin opbygning, og der ses palmeblade og Golgatha. Det lysende håb er det væsentlige budskab i udsmykningen".
Billedtæppet er som anført vævet af Mette Lise Røssing. Garnerne er indfarvet på hendes værksted med syntetiske farver. I billedtæppet er der brugt uld, hør og guldtråd. Ud over den norske hakketeknik er der anvendt blandteknikker ved vævningen.

### Døbefont
- Døbefont

### Orgel
- Orgelfacade

- Jakobskirkens orgel er bygget af Jensen & Thomsen 1974, ombygget og udvidet 1991, 24 stemmer.
- BV(III): Rørfløjte 8, Gedaktfløjte 4, Principal 2, Sivfløjte 1, Regal 8, Tremulant
- SV (II): Blokfløjte 8, Gamba 8, Vox Celeste 8, Principal 4, Kvint 2 2/3, Tværfløjte 2, Terts 1 3/5, Obo 8
- HV(I): Principal 8. Gedakt 8, Oktav 4, Spidsfløjte 4, Oktav 2, Mixtur IV, Cromorne 8
- PED: Subbas 16, Gedakt 8, Nathorn 4, Fagot 16

## Gravminder
Jakobskirken har ikke egen kirkegård, men benytter Roskilde Kirkegårde

## Eksterne kilder og henvisninger
- Jakobskirken hos KortTilKirken.dk

- Wikimedia Commons har flere filer relateret til Jakobskirken